# 詹培忠
詹培忠（英語：Chim Pui-chung，1946年9月24日—），前香港立法會議員（金融服務界），籍貫廣東潮安，香港長大，有「潮州怒漢」、「金勞詹」和「金牌庄家」之稱。

## 生平

### 生活與金融
詹培忠籍貫廣東潮安，早年於廣東省潮州市生活。其父親在他年幼時到柬埔寨經營布疋和日用品生意。直至1957年才申請他來港生活。詹培忠在香港生活時在昔日位於香港島上環的嶺光學校就讀小五年級。小學畢業後於1959年入讀香港培英中學。完成中一後為了學習英文而轉到新法書院繼續學業。但中五尚未畢業便跟隨父親到柬埔寨首都金邊學做生意，並於1968年在當地認識了其寮國華僑的妻子李錦珠。在1970年，詹培忠的父親購入了一個金融經紀牌照。詹培忠順勢加入金融業，於遠東交易所當出市代表。他於23歲時開始炒股票。1980年因操控佳寧股價，使其狂飆16倍而成名，得到「金牌莊家」之稱。兼因其以金色勞斯萊斯座駕出入，而得綽號「金勞詹」。
詹培忠在香港金融、地產業頗具聲望。目前他在香港及海内外擁有的上市公司共10家，即新時代（力寶華潤前身）、伊人置業（亞證地產前身）、明仁企業（大悅城地產前身）、第一城市（興業控股前身）、威华航运（壹傳媒前身，現已取消上市）、纪德置業（卜蜂蓮花前身，現已私有化）、伟益置業（高銀地產前身，現已私有化，後在清盤）、港澳發展（中國農產品交易前身）及加拿大的GIANTBAY RESOURCES和LAROUGE RESOURCES。在内地石家莊、武漢、昆明、青岛等十幾個城市都有投资，項目涉及發電廠、造紙廠、製藥廠、石油加工、房地產、金融、證券、進出口貿易等，投資總額達5000萬美元。

### 從政與罪行
詹培忠於1991年至1998年代表金融服務界功能界別為立法會議員。在1998年，詹培忠因偽造文書罪名成立，被判入獄三年（其後上訴獲減刑至一年），同時被褫奪立法會議席。監禁期間，廉政公署再起訴他於1998年立法會選舉中賄賂選民罪成，罰款10萬港元。
2004年詹培忠以金融服務界功能組別再入立法會。2008年，競選連任立法會，結果在沒有對手下自動當選。2009年7月5日，詹培忠於港台城市論壇中不滿發言被打斷，中途離場抗議，為城市論壇30多年來第一個嘉賓離場抗議。
2012年7月，詹培忠向選舉事務處提交提名，角逐連任立法會金融服務界議席，但於7月27日，突然傳出詹培忠退出參選。同年11月20日，詹培忠在金鐘海富中心準備登上私家車突然被兩名男子襲擊，他後來於醫院驗傷後出院。
2013年5月，有報導指詹培忠曾借800萬給張震遠，而張震遠還沒有還錢，隨後詹培忠改稱張震遠已經還錢。詹培忠表示，在2011年借錢給張震遠時，奇怪怎麼香港商品交易所連幾百萬元都缺，而一個月後還錢期限到，張震遠要求推遲5日，他當時心中不太高興，但都答應。5日後，直接入票，結果被退票，後來張震遠叫他再入，終於兌現。
2016年，詹培忠、詹劍崙父子參選2016年香港立法會選舉，詹培忠參選香港島選區地區直選，詹劍崙則參選金融服務界功能界別。結果詹培忠父子雙雙落選。
2021年11月19日，廉政公署落案起訴亞洲資源控股大股東詹培忠、其子詹劍崙、 報稱商人的馬鐘鴻及為馬鐘鴻處理財產的王蓓麗，控告他們涉嫌在配售可換股票據以增加上市公司股本時隱暪秘密「買殼」協議，串謀詐騙聯交所、該上市公司以及其董事會和股東，以及處理犯罪得益4,200萬元。2022年10月25日，被告馬鐘鴻沒有出庭，遭法庭頒下拘捕令，他早前獲高院批准，以現金連人事擔保共715萬港元保釋。被告詹培忠、詹劍崙及王蓓麗則表示不認罪，排期於2024年5月2日開審。2025年2月3日，區域法院裁定詹氏父子串謀欺詐罪成，詹培忠入獄34個月，詹劍崙入獄37個月，王蓓麗入獄24個月。法官批評，詹氏父子的行為損害香港國際金融中心聲譽，詹培忠是欺詐計劃策劃者，詹劍崙積極參與，似「傳話人」，故認為兩人刑責相同。

## 言論爭議
2011年，詹培忠在一個飯聚中，向傳媒透露有關唐英年婚外情的傳聞。
2012年2月，立法會秘書處研究立法會議員薪酬是否應與局長掛鉤，由月薪7萬多元倍升至約14萬港元，引起公眾強烈反應，認為部份議員不盡責，沒建樹和薪酬過高。詹培忠卻稱自己不稀罕如此低薪酬，對議員一職不感興趣，並謂賭錢一舖已數千萬，只是業界需要他，才會在立法會代表金融服務界廿多年。

## 個人生活
詹培忠喜歡到各國賭場玩樂，曾贏取數百萬美元，2005年與太太及朋友4次到美國賭城耍樂，有報道稱他共贏得400至500萬美元（3,000萬港元）。他曾經在個人YouTube頻道表示自己的12字贏錢真言是「贏谷、輸縮、心清、數熟、夠毒、知足」。
2006年9月9日，詹培忠與太太從珠海前往澳門永利酒店，入住日租20,000港元的貴賓套房，在晚上6時在賭場貴賓廳與莊家對賭百家樂，贏得200多萬港元。但詹培忠曾形容賭博是「十賭九輸」，勸賭徒緊記12字真言，甚或及早收手，回頭是岸。
2007年7月，詹培忠證實患癌，正接受化療和電療。詹培忠透露，是年2月於事先沒任何跡象和懷疑的情況下，到醫院接受「正電子掃描」腫瘤檢查，3月獲告知頸右邊有一粒腫瘤，後證實是惡性。4月14日詹培忠開始接受化療，每星期一次，共15次；6月5日開始接受放射電療，每周5次每次約15分鐘，共33次至 7月18日完成。他期望10月立法會復會後重返立法會出席會議。
2009年詹培忠於澳門賭場贏得2億巨款，一鋪贏三千七百萬。
2010年詹培忠應美國MGM邀請，在拉斯維加斯參加酒店的百家樂大賽，連贏一百場賽局，成為百家樂世界冠軍；詹培忠為首位香港人贏得冠軍，獎金為一百萬美元。

## 主持節目
從2014年1月7日至2014年11月27日，和褚簡寧（Michael Chugani）合作主持亞洲電視节目《香江怒看》。
2019年7月1日起，詹培忠網啟播，詹培忠联同著名作家沈西城，主持節目，分為三個環節：詹Sir有0野講、怒看香港、詹培忠自傳。

## 影視媒體形象
- 《香港亂噏》：2009年政治戲仿節目，由林超榮扮演詹培中，模仿詹培忠。
- 《金手指》：2023年電影，由白只飾演任沖，原型為詹培忠。

## 外部連結
- 香港立法會：詹培忠議員